# Renfe Larga Distancia
Renfe Larga Distancia es la principal división comercial de la compañía ferroviaria española Renfe Viajeros, parte de Renfe, encargada de ofrecer servicios de ámbito nacional. Las líneas interurbanas de larga distancia son servicios no subvencionados, que pueden incluir grandes prestaciones a bordo como cafetería, clase preferente, restauración en asiento o la emisión de películas.

## Servicios de Larga Distancia
El nombre de cada uno de los servicios indica normalmente las prestaciones y el tipo de tren, aunque a veces existen diferencias dentro de servicios con el mismo nombre.
Los servicios que prestan servicios de larga distancia circulan en parte o en la totalidad de su recorrido por líneas aptas para la alta velocidad, siendo capaces de cambiar de anchos fácilmente incluso sin detenerse y se incluyen:
- AVE: servicio con más prestaciones ya que posee servicio de cafetería, butacas Confort y coche en silencio y permite llevar bicicletas en compartimentos especiales para ello, entre otros servicios. Es el único tren en España capaz de alcanzar la máxima velocidad actual (310 km/h) y lo hace exclusivamente en la línea Madrid - Frontera francesa.
- Avlo: servicio de bajo coste, principal factor que lo diferencia de los trenes AVE. Presta servicio con menos prestaciones, puesto que no dispone de cafetería (que es sustituida por máquinas expendedoras) ni de butacas Confort, siendo de clase única. Puede alcanzar una velocidad máxima de 300 km/h.
- Alvia: servicio que sirve la alta velocidad en aquellas grandes ciudades a las que aún no han llegado los trenes AVE o Avlo pero con las mismas prestaciones y servicios que los trenes AVE, aunque con menos capacidad. Puede alcanzar una velocidad máxima de 250 km/h.
- Euromed: denominación que reciben los servicios con características de Alvia, que circulan por el Corredor Mediterráneo.
- Intercity: servicio de bajo coste, principal factor que lo diferencia de los trenes Alvia. Presta servicio con menos prestaciones, puesto que no dispone de cafetería (que es sustituida por máquinas expendedoras) ni de butacas Confort, siendo de clase única. Puede alcanzar una velocidad máxima de 250 km/h. Este servicio se presta también en ciudades con vías de ancho ibérico, generalmente con coches Talgo remolcados mediante locomotoras diésel o eléctricas. Estos servicios sí disponen de un confort similar al de los servicios Alvia y AVE, ya que estos sí disponen de cafetería y butacas Confort. Este servicio habitualmente alcanza una velocidad máxima de 200 km/h, aunque existen casos como el Intercity Torre del Oro en los que se alcanza una velocidad máxima mayor.

### Servicios antiguos o denominaciones obsoletas
- Altaria: servicio ferroviario diurno, operativo desde 2001 hasta 2020. Se realizaba habitualmente con una composición Talgo de las series IV o VI, arrastrada por una locomotora de las series 252 o 334. Era un servicio de gama media prestado con una velocidad máxima de 200 km/h.
- Talgo: servicio ferroviario de transporte de pasajeros diurno que se realizaba con ramas Talgo, ya sea por vías convencionales o combinando vías convencionales con vías de alta velocidad. Estuvo operativo hasta 2020.
- AV City: se caracterizaba por utilizar trenes de las series 104, 114 y 121 (usados habitualmente para Avant) y carecer de clase Preferente, así como de otros servicios complementarios que sí se ofrecen en los recorridos de AVE convencionales. Estuvo operativo entre 2014 y 2020.
- Arco: constituía un servicio de larga distancia secundario, de gama media y, como tal, disponía de dos clases para viajeros y distintas comodidades a bordo, como un coche-cafetería. Estuvo operativo entre 1999 y 2020.
- Trenhotel: servicio ferroviario de trenes nocturnos de transporte de pasajeros, de larga distancia y de gama alta. Estuvo operativo entre 1991 y 2020.
- Estrella: servicio ferroviario de trenes nocturnos de transporte de pasajeros, operativo entre 1985 y 2015, caracterizado por usar trenes convencionales remolcados.
- Alaris: iba asociado habitualmente a los electrotrenes de la serie 490. Era un servicio de gama media-alta se realizaba sobre líneas electrificadas con una velocidad comercial de 200 km/h. Estuvo operativo entre 1999 y 2013.
- Diurno: Se trataba de trenes que recorrían más de 500 kilómetros, con tiempos de viaje entre 6 y 10 horas con un número más elevado de paradas que el resto de servicios, lo que permitía comunicar un mayor número de poblaciones a un precio más económico. Estuvo operativo entre 1990 y 2012.